# Relations entre le Brésil et la Serbie
Les relations entre le Brésil et la Serbie sont les relations extérieures entre la république fédérative du Brésil et la république de Serbie.

## Histoire
Le Brésil et le Royaume de Yougoslavie ont établi des relations diplomatiques en 1938.